# Embraer E-Jet E2
Embraer E-Jet E2 je rodina/série tří dvoumotorových proudových úzkotrupých regionálních dopravních letounů se středním doletem brazilské společnosti Embraer. Jde o modernější nástupce prvotní série Embraer E-Jet. Tři varianty mají stejný trup jako předchozí verze, mají ale inovovaná křídla, úspornější proudové motory Pratt & Whitney PW1000G, novou avioniku, fly-by-wire systém a také o 40 % zvětšené nadhlavní zavazadlové prostory. K dubnu 2017 bylo na tento typ celkem 233 objednávek a k uvedení do provozu došlo v roce 2018.
Embraery E-Jet E2 mají na rozdíl od jejich předchůdce, tři verze: E175-E2, E190-E2 a E195-E2 (od nejmenší po největší).
Dveře k těmto letounům vyrábí česká firma Latecoere Czech Republic.

## Vývoj
V roce 2011 Embraer oznámil informace o nové, úspornější generaci Embraerů E-Jet. První E-Jet E2, konkrétně typ E190-E2, byl vytažen z hangáru 25. února 2016. První let provedl 23. května v brazilském městě São José dos Campos. První let trval 3 hodiny 20 minut a proběhl bez problémů.
Letoun Embraer E190-E2 stanovil nový rekord v délce a době letu tohoto typu. Dne 2. července 2020 překonal letoun vzdálenost 7 488 kilometrů za čas 9 hodin a 10 minut. Stalo se tak na letu z brazilského Natalu do švýcarského Curychu při příležitosti dodávky letounu pro leteckou společnost Helvetic Airways.

## Specifikace
| Varianta                  | E175-E2                                                                 | E190-E2                                                                 | E195-E2                                                                 |
| ------------------------- | ----------------------------------------------------------------------- | ----------------------------------------------------------------------- | ----------------------------------------------------------------------- |
| Posádka v kokpitu         | 2 piloti                                                                | 2 piloti                                                                | 2 piloti                                                                |
| Sezení, dvě třídy         | 80 (8J @36 in +72Y @31 in)                                              | 96 (12J @38 in +84Y @31 in)                                             | 120 (12J @36 in +108Y @31 in)                                           |
| Sezení, jedna třída       | 88 @31 in, 90 max @29 in                                                | 104 @31 in, 114 max @29 in                                              | 132 @31 in, 146 max @28 in                                              |
| Šířka sedadla             | 18,3 in (46 cm)                                                         | 18,3 in (46 cm)                                                         | 18,3 in (46 cm)                                                         |
| Délka                     | 32,4 m (106,3 ft)                                                       | 36,24 m (118 ft 11 in.)                                                 | 41,5 m (136,2 ft)                                                       |
| Výška                     | 9,98 m (32,7 ft)                                                        | 10,95 m (35 ft 11.3 in)                                                 | 10,9 m (35.8 ft)                                                        |
| Rozpětí                   | 31,0 m (101,7 ft)                                                       | 33,72 m (110 ft 7,6 in)                                                 | 35,124 m (115 ft 2 in)                                                  |
| Nosná plocha křídla       |                                                                         | 103 m² (1108.7 ft²)                                                     | 103 m² (1108.7 ft²)                                                     |
| Štíhlost křídla           |                                                                         | 11.04                                                                   | 11.5                                                                    |
| MTOW                      | 44 800 kg (98 767 lb)                                                   | 56 400 kg (124 340 lb)                                                  | 61,500 kilogram (136 lb)                                                |
| Operační prázdná hmotnost |                                                                         | 33 000 kg (72 752 lb)                                                   | 35 700 kilogram (78 705 lb)                                             |
| Max užitečné zatížení     | 10 600 kg (23 369 lb)                                                   | 13 700 kg (30 203 lb)                                                   | 16 150 kg (35 605 lb)                                                   |
| Max. paliva               | 8 522 kg / 18 788 lb                                                    | 13 500 kg / 29 760 lb                                                   | 13 690 kg / 30 181 lb                                                   |
| Vzlet (MTOW, ISA, SL)     | 1,800 m (6 234 ft)                                                      | 1 450 metre (4 760 ft)                                                  | 1,970 m (6 463 ft)                                                      |
| Přistání (MLW, ISA, SL)   | 1 300 m (4 265 ft)                                                      | 1 240 metre (4 070 ft)                                                  | 1 412 m (4 633 ft)                                                      |
| Rychlost                  | Mach 0,82 (473 kn; 876 km/h) max., Mach 0,78 (450 kn; 833 km/h) typicky | Mach 0,82 (473 kn; 876 km/h) max., Mach 0,78 (450 kn; 833 km/h) typicky | Mach 0,82 (473 kn; 876 km/h) max., Mach 0,78 (450 kn; 833 km/h) typicky |
| Dolet (plný počet pax)    | 2 017 nmi (3 735 km)                                                    | 2 850 nmi (5 280 km)                                                    | 2 600 nmi (4 800 km)                                                    |
| Dostup                    | 41 000 ft (12 000 m)                                                    | 41 000 ft (12 000 m)                                                    | 41 000 ft (12 000 m)                                                    |
| Motory                    | 2× Pratt & Whitney PW1715G                                              | 2× Pratt & Whitney PW1919G/21G/22G/23G                                  | 2× Pratt & Whitney PW1919G/21G/22G/23G                                  |
| Průměr dmychadla          | 56 in (142 cm)                                                          | 73 in (185 cm)                                                          | 73 in (185 cm)                                                          |
| Tah na motor              | 15 000 lbf (67 kN)                                                      | 19 000–23 000 lbf (85–102 kN)                                           | 19 000–23 000 lbf (85–102 kN)                                           |

#### Konkurenční letouny
- Airbus A220
- Mitsubishi MRJ
- Suchoj Superjet 100
- Comac C919